# Villa Alcaraz
Villa Alcaraz es una localidad y municipio de la provincia de Entre Ríos, Argentina. Se encuentra en el distrito Alcaraz 2° con una pequeña parte en el distrito Alcaraz 1°, ambos en el departamento La Paz. El municipio comprende la localidad del mismo nombre y un área rural. Su nombre oficial es simplemente Alcaraz pero en diversas épocas la localidad fue conocida también como Kilómetro 27, Estación Alcaraz y Pueblo Arrúa.

Pertenece geográficamente a varias regiones dependiendo del criterio que se utilice, Alcaraz forma parte de la región mesopotámica o litoraleña si se tiene en cuenta el tradicional criterio natural; pero si se tiene en cuenta el criterio que se basa en las actividades económicas que se realizan en la localidad el INDEC establece que Alcaraz se encuentra en la región Pampeana. Su principal ruta de acceso es la Ruta Nacional N° 127. Estando actualmente inoperativo el ramal del Ferrocarril General Urquiza que atraviesa la población.

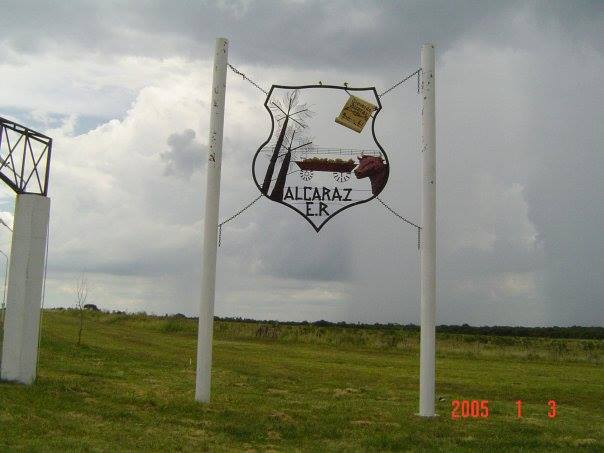
Escudo de Villa Alcaraz

La localidad comenzó a formarse con el tendido de vías férreas en 1912, estableciéndose una pequeña estación denominada Kilómetro 27. En 1914 el poblador Vicente E. Arrúa loteó campos de su propiedad cercanos a la estación para formar el pueblo. El 28 de febrero de 1914 la dirección de Obras Públicas del gobierno provincial aprobó los planos de mensura del pueblo, que el gobernador Marchini por decreto del 7 de marzo de 1914 denominó como Arrúa. En 1917 se nombró un alcalde para el pueblo.
La Jewish Colonization Association fundó en torno a la localidad las colonias judías Luis Oungre (de 9239 hectáreas) y Leonardo Cohen (de 13 835 hectáreas). La primera en 1924 y la última en 1931. Junto con la Colonia Avigdor fueron los últimos asentamientos de judíos europeos en Argentina, recibiendo inmigrantes de esta comunidad. La administración de las colonias se hallaba en Alcaraz. 
En 1968 se formó una junta de gobierno por decreto del gobernador Ricardo Favre. El decreto n.º 394/1971 de 19 de febrero de 1971 unificó la planta urbana (la estación y el pueblo) bajo la única denominación de Alcaraz y el 28 de octubre de 1982 pasó a ser municipio de segunda categoría, siendo su primer intendente Carlos Ulrico Bauchwitz Emmel.

El nombre Alcaraz proviene del apellido de un antiguo poblador de la zona: Pedro Alcaraz y es un topónimo que en la región ha perdurado en la zona circundante al arroyo Alcaraz: dos distritos denominados Alcaraz Primero y Alcaraz Segundo, los centros rurales de población de Alcaraz Norte y Alcaraz Sur, y la isla Alcaraz en el río Paraná.